# 长寿缆车
长寿缆车，又称长寿西岩观缆车，位于重庆市长寿区城内，连接城区望江路和临长江的河街（临江街），是河街、关口往来城区中心的主要通道，是目前中国国内轨道最长、坡度最陡、运行最久的客运地面缆车，截至2023年重庆唯一在运营的客运地面缆车。

## 历史

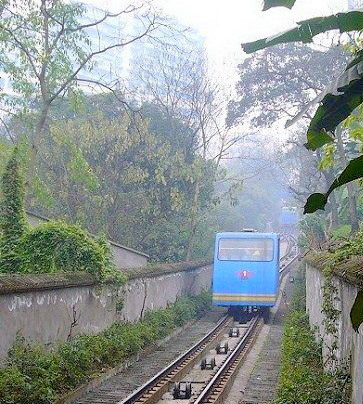
2010年左右的缆车

### 建设
清嘉庆五年（1800年）长寿城从铜鼓坎下（今河街）迁建到坎上（今城区），长寿城区便分为上下两部分，二者高差165米，之间通过由5000余级青石台阶组成的三倒拐（街名）相连，三倒拐的日交通流量一度达到7000人和150吨货物，上下十分不便。
1964年1月，长寿县委和人民政府决定在三倒拐以西的西岩观（一作西崖观）修建缆车并成立了工程处，宋敬武任总指挥，秦大河任副总指挥，于天赐、白志亮任正副处长，郭恒惠负责设计，李固之负责现场施工指挥；3月，政府从城市维修费中划拨3万元人民币，并从建筑服务站、搬装合作社、红旗运输社、城关镇医院、各公社联合诊所共5个集体单位借资20.8万元人民币，总共对缆车投资23.8万元人民币，款项后于1970年还清。
1964年4月26日，缆车动工建设，由长寿县建筑服务公司承担土木建设，长寿县房管所承担站房工程；建设期间土方工程全数由县机关、企事业单位职工、学校师生、街道居民参加义务劳动完成，投入义务劳动工日7.4万余个，挖土石1.25万余立方米，垒砌条石2500余立方米；9月29日主体工程完工，10月1日举行试车典礼，15日起正式运营。

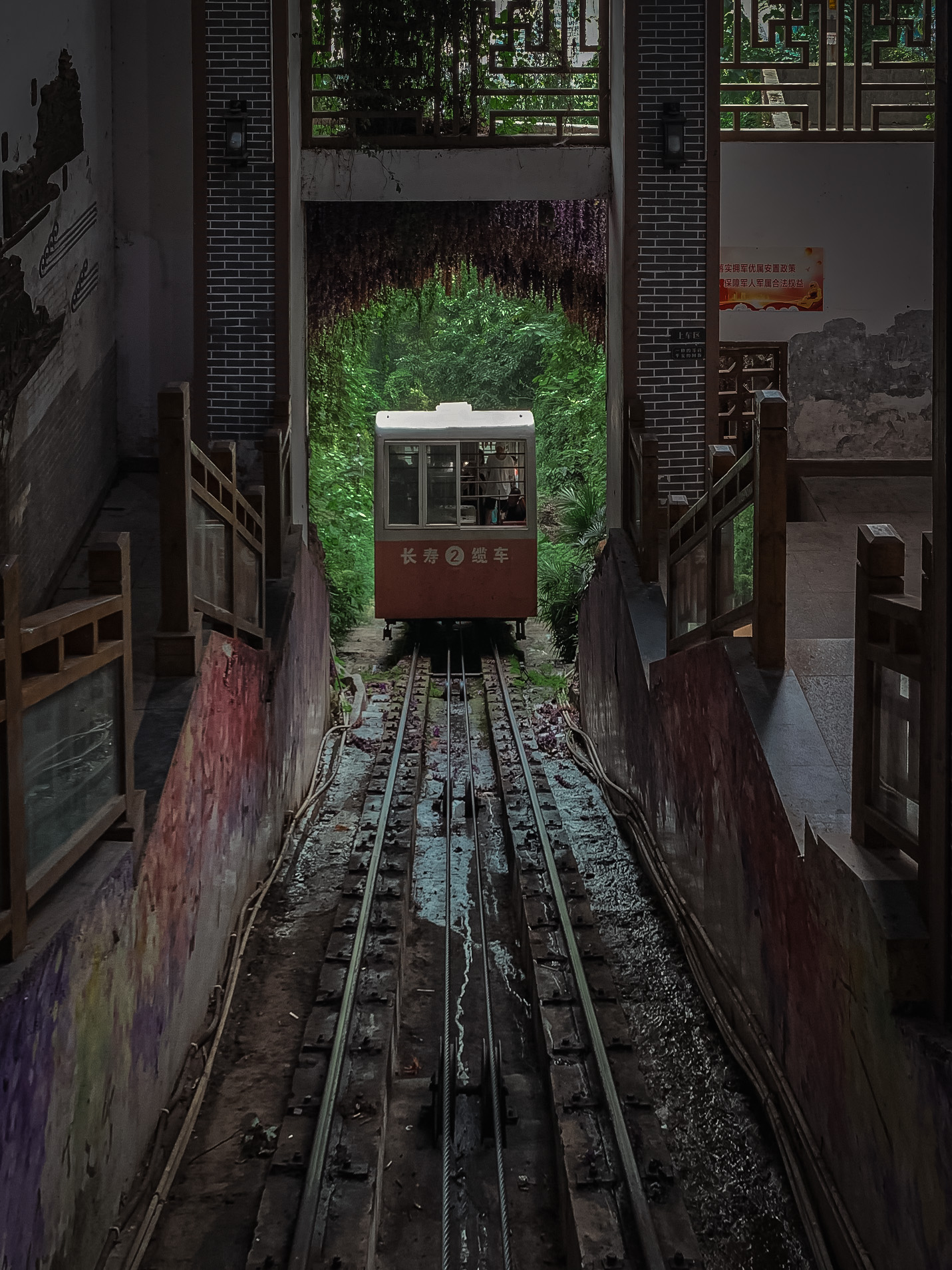
缆车下站

### 后期运营维护
1979年上半年，缆车下部100米长的路基改造，改为弧形钢筋混凝土结构；1982年，上部105米路基亦改造。
2010年1月31日起，缆车免费供市民乘坐；5月，缆车因PLC控制柜故障又一度停运过一段时间。
2016年1月26日下午，缆车在运行中驱动轮出现异响，调查认为缆车驱动轮于1989年安装使用，经27年较大强度的受力，轮体出现多处裂纹，同时端面跳动超过3.5毫米，存在解体安全隐患，需立即停用，后缆车停运维修。因缆车原设计标准和技术规范均已不符合现行标准，无法直接复原原案，后长寿区政府投入450万元人民币，对缆车关键设备全部进行了技术改造和更新更换，增强了安全保障；2018年2月技改整体完工，5月缆车通过验收，并于8月30日恢复试运行，是年国庆正式恢复运行。此外，本次维护提升了缆车环境和景观，在缆车站植入了齿轮、发动机、管道等工业元素，在车行道两旁放置了大量花卉苗木，新置了雕塑、彩绘、景墙等。改造后长寿缆车逐渐成为长寿的热门地点；除接待游客外，缆车主要服务于河街多个社区3000人左右出行；缆车每天运行时间为7:00-22:30，每车限载50人，单程耗时2分14秒。
2023年8月21日，长寿缆车再次停运并对缆车车厢及附属设备进行更换施工，预计工工期十个月。

### 事故
2004年10月28日晚6时15分，缆车发生脱轨事故，失控滑行50余米，造成8人受伤。后对缆车进行安全改造，将原1000毫米轨距改为1240毫米，更换车厢，并加装新的控制系统。
2013年8月24日早8时15分，缆车在上站到站后准备上下客时发生下滑事故，启动紧急制动后滑行5米刹住，后经查系缆绳润滑油污染了刹车盘导致。

## 结构

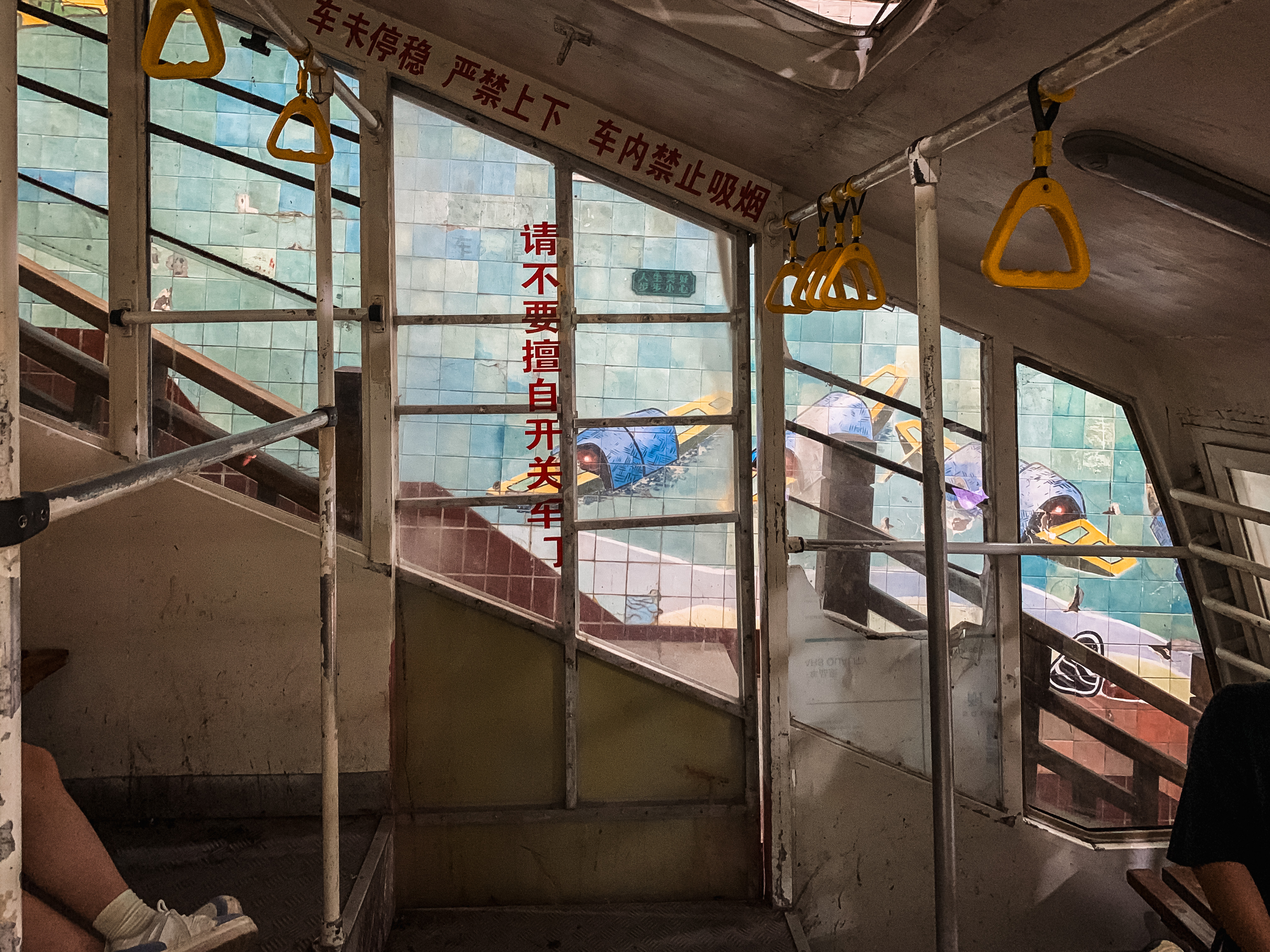
缆车内部

### 轨道
长寿缆车由茅以升设计，中央位置设有供两部缆车交会的鱼腹式轨道，路线总长282.1米，垂直高度110米，平均坡度40.7度；轨距初为1000毫米，钢轨自重每米24公斤，2004年改为1240毫米，钢轨自重每米38公斤；路基最初边缘砌条石，泥沙碎石填方，三合土浇筑路面，后进行过不低于3次的大型改造。

### 车辆
长寿缆车为单轮立式缆车，最初车厢为钢木结构，车厢用木质材料，车顶用铅皮包面，设置抱闸保护系统；2004年更换为飞机材料，并加强底盘钢材，增加高速制动、断绳制动、减速保护、限位和过卷共5个紧急系统；2018年恢复运营后，车厢更换为粉红色涂装，车窗更换为更大的窗体。

## 运营

### 运营单位
长寿缆车最初由长寿缆车站运营，1964年成立，集体企业；于1997年改制成股份公司，现为长寿永恒缆车有限公司。

### 客流
缆车开通首年（1964年）年客运量21.13万人次，收入5.3万元人民币，后上涨至日客流量6500人次左右；1983年年客运量718万人次，收入179.3万元人民币；1985年长寿缆车有44名职工，年客流量868.99万人次，年运营收入21.72万元人民币；至长寿通高速公路前时，缆车年运量高峰980万人次，日高峰3万人次（1999年前后），累计运送20亿人次。2006年长寿开通公交，缆车的功能开始减弱；2010年乘车免费客流再次上涨，2013年日均发送旅客15000余人次。

### 票价
长寿缆车最初上行票价3分人民币每人次、下行2分人民币每人次，经多次上涨涨至上行3角人民币每人次、下行2角人民币每人次，2010年1月31日起，缆车作为城市公共设施免费供市民乘坐，政府每年将投入120万余元人民币的资金用于设备更新、维修、人员经费和电费等。

## 文物保护单位
长寿缆车于2013年划入长寿区第四批区级文物保护单位，属于近现代重要史迹及代表性建筑；保护范围为缆车东西围墙、南北塔楼外墙外扩4米；建设控制地带东至火神街南侧道路边缘，南至保护范围南界向南外扩13至15米，沿公路外侧边缘，西至西侧围墙向西扩150米，北至火神街南多层建筑南侧边缘。2025年6月25日公布为第四批重庆市文物保护单位。